# سد گلن الپاین
سد گلن الپاین (به لاتین: Glen Alpine Dam) یک سد در آفریقای جنوبی است که در لیمپوپو واقع شده‌است.